# Palmaria (topnički sustav)
Palmaria je samohodni topnički sustav koje je u Italiji proizvodila tvrtka OTO Melara te je bilo namijenjeno izvozu. Nastao je iz prekinutog projekta SP70 sustava. Prvi prototipovi su izgrađeni kasnih 1970-ih. Proizvodnja je započeta 1982. i završena ranih 1990-ih. Palmeria sustav je izvezen u Libiju (210) i Nigeriju (25). Ostalih 20 kupola Palmeria sustava su izvezene u Argentinu i postavljene na osnovu lokalno proizvedenog TAM tenka.
Palmeria je opremljena sa 155 mm/L39 haubicom koja je razvijena iz FN70 vučne haubice i opremljena je automatskim sustavom punjenja. Palmeria može ispaljivati svu standardnu 155 mm NATO municiju. Maksimalan domet standardne HE-FRAG granate je 24,7 km i 30 km s raketnim punjenjem. Maksimalna brzina paljbe je 6 granata u minuti. Sekundarno naoružanje čini 7,62 ili 12,7 mm strojnica montirana na krov kupole. Čelični oklop tijela i aluminijski oklop kupole pruža zaštitu od paljbe zrna malog kalibra i krhotina topničkih granata. Posadu čini 5 članova.
Palmeria dijeli mnogo komponenata s OF-40 tenkom. Vozilo pokreće njemački MTU MB 837 Ka-500 dizelski motor, najveće snage 750 KS.
TAM VCA je inačica samohodnog topničkog sustava Palmeria se sastoji od Palmeria kupole koja je montirana na osnovu TAM tenka. ovaj samohodni topnički sustav je proizveden u malom broju i trenutno je u službi argentinske vojske.